# Parsival
Parsival (også kaldet Percivale, Parzifal, Peredyr mv.) var en ridder ved Kong Arthurs hof.
Han er mest kendt for at møde den sårede konge, fiskekongen Pelles. Ved dette besøg viser den hellige gral sig for ham. I senere versioner overtager Galahad dette eventyr.
Parsival opfostredes af sin mor ude i skoven og ligner således Lancelot, der blev opfostret af modergudinden, Damen i søen.
Beretningerne om Parsifal er nedskrevet af Wolfram von Eschenbach i eposset Parzival. Richard Wagner skrev operaen Parsifal i tre akter, baseret på Eschenbachs epos, der blev opført første gang i Bayreuth i 1882.
- Wikimedia Commons har flere filer relateret til Parsival

| Mytologi | Spire Denne artikel om mytologi er en spire som bør udbygges. Du er velkommen til at hjælpe Wikipedia ved at udvide den. |